# Shigeru Mokudō
Shigeru Mokudō (木藤茂, Mokudō Shigeru) est un acteur, réalisateur et scénariste japonais né le 11 novembre 1901 et mort le 31 mars 1983.

## Biographie
Shigeru Mokudō tourné dans 34 films entre 1918 et 1926 et a réalisé près de 60 films entre 1927 et 1941.

## Filmographie sélective

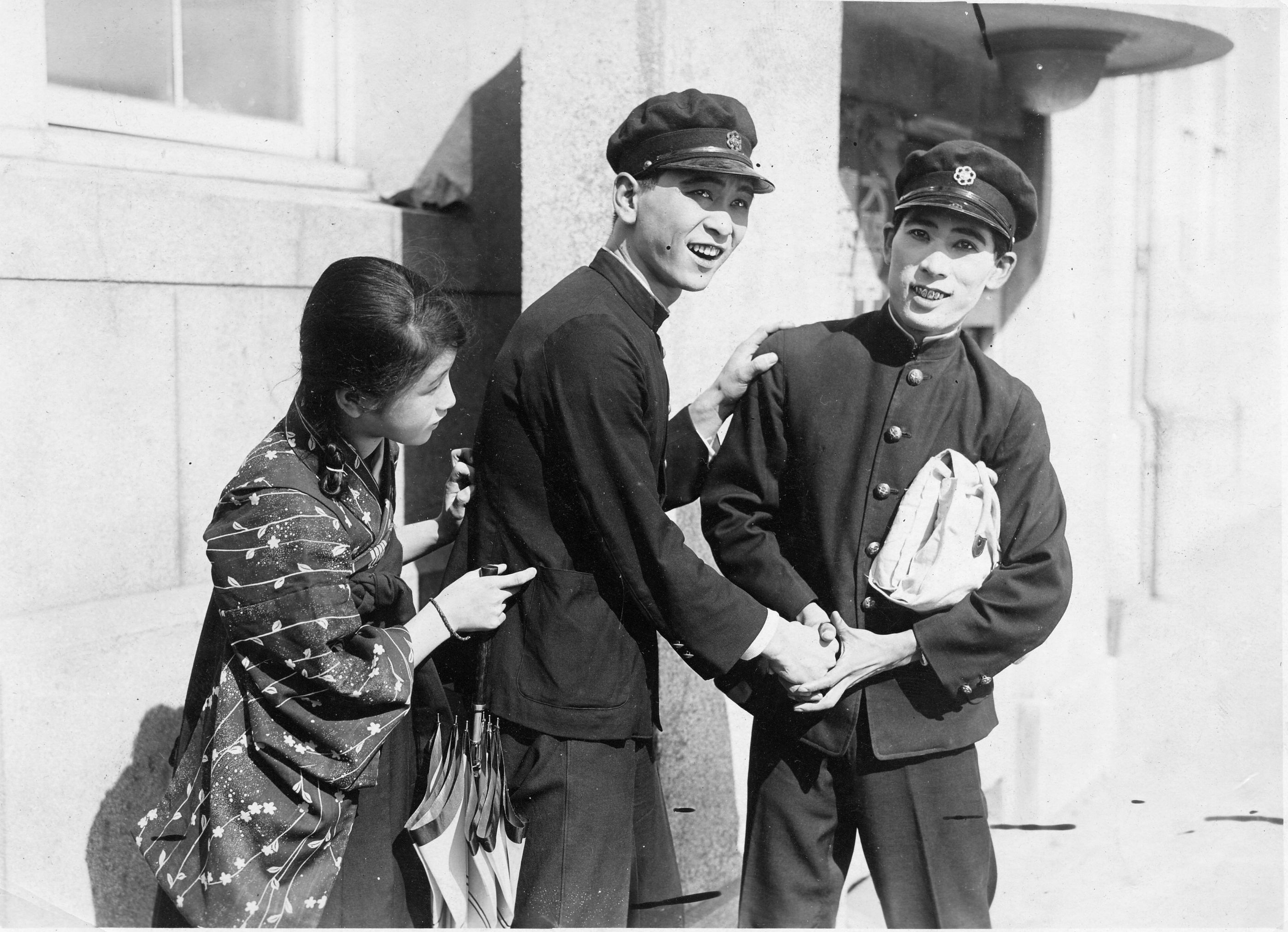
Shigeru Mokudō (à droite) dans La Chanson du pays natal (1925).

### Acteur
- 1923 : Le Jour où l'amour revit (愛に甦へる日, Ai ni yomigaeru hi?) de Kenji Mizoguchi
- 1923 : Wakakusa no uta (若草の歌?) d'Osamu Wakayama (ja)
- 1924 : La Mort à l'aube (暁の死, Akatsuki no shi?) de Kenji Mizoguchi
- 1924 : Les femmes sont fortes (女性は強し, Josei wa tsuyoshi?) de Kenji Mizoguchi
- 1925 : Kunkoku no tame ni (君国の為に?) d'Osamu Wakayama (ja)
- 1925 : La Chanson du pays natal (ふるさとの歌, Furusato no uta?) de Kenji Mizoguchi : Naotaro Takeda

### Réalisateur
- 1927 : A38 gōshitsu (Ａ３８号室?)
- 1927 : Inazuma (稲妻?)
- 1927 : Tokkan koi no uijin (突貫恋の初陣?)
- 1927 : Ma no numa (魔の沼?)
- 1928 : Sarariiman (サラリーマン?)
- 1929 : Chijō no koi (地上の恋?)
- 1930 : Sado okesa (佐渡おけさ?)
- 1930 : Jokyū (女給?)
- 1931 : Yama ni naru otoko (山に鳴る男?)
- 1932 : Tokai no kotachi (都会の子たち?)
- 1933 : Koi surebakoso (恋すればこそ?)
- 1939 : Bunbuku chagama (文福茶釜?)

### Scénariste
- 1928 : Sarariiman (サラリーマン?)